# Хайнрих I (V) фон Золмс-Отенщайн
Вижте пояснителната страница за други личности с името Хайнрих I.
Хайнрих I (V) фон Золмс-Отенщайн (на немски: Heinrich I (V) von Solms-Ottenstein; † 2 април 1352 или 1353, Отенщайн) е граф на Золмс в Отенщайн във Вестфалия.

## Биография
Той е най-възрастният син на граф Хайнрих III фон Золмс-Браунфелс († 1311/1312) и съпругата му Елизабет фон Липе (* ок. 1273; † 1325), дъщеря на Бернхард IV фон Липе († 1275). Внук е на Хайнрих II фон Золмс († 1280/1282). Брат е на граф Бернхард I фон Золмс-Браунфелс († 1347/1349), на Симон фон Золмс-Браунфелс († 1398/1399), каноник в Кьолн и Мюнстер (1353), Дитрих фон Золмс, каноник в Кьолн 1323/1325, и на Лиза фон Золмс-Браунфелс (ок. 1300 – 1351), омъжена за Ведекинд фон Шалксберг (ок. 1300 – 1351).
Хайнрих се жени за София фон Хорстмар-Ахауз-Отенщайн († 30 януари 1358), наследничка на Отенщайн, една от трите дъщери на Ото II фон Хорстмар-Ахауз-Отенщайн († 1323/1325) и съпругата му Маргарета († сл. 1333). Нейният баща и ̀подарява замък Отенщайн до Ахауз, който през 1324 г. става резиденция на двойката.
През 1408 г. епископството Мюнстер му взема замъка. Линията му изчезва по мъжка линия през 1424 г.

## Деца
Хайнрих и София имат децата:
- Ото (* 24 януари 1330; † 1386)
- Маргарета
- Йоханес II фон Золмс-Браунфелс († 1402/1406), женен 1358/1359 г. за Ирмгард фон Щайнфурт
- Хайнрих († 1407/1409), архдякон в Мюнстер
- Симон, каноник в Мюнстер 1353
- Хайлвиг (fl 1325/40), омъжена за Бартхолд IV фон Бюрен († ок. 1370)
- Лиза (* 1343; † 6 февруари 1409), абатиса на Нотулм
- София (fl 1343/53), омъжена за граф фон Бентхайм
- Йохана (* 6 януари 1317, fl 1387)